# 魏岑基兴
魏岑基兴是奥地利上奥地利州格里斯基兴县的一个市镇。总面积34.2平方公里，总人口3653人，人口密度106.8人/平方公里（2005年）。